# Gastone Bottini
Gastone Bottini, född 24 februari 1987 i Varese i Italien, är en italiensk fotbollsspelare som sedan 2012 spelar i Verbano Calcio.
28 december 2006 gjorde Bottini sin första match för Milan i en Coppa Italia-match mot Brescia, då han bytte av Marco Borriello i slutminuterna av matchen.

## Fotnoter
1. ↑  transfermarkt.com, transfermarkt.com spelar-ID: 56617, läst: 9 oktober 2017.[källa från Wikidata]